# Claude Verret
Pour les articles homonymes, voir Verret.
Claude Verret (né le 20 avril 1963 à Lachine (devenu un arrondissement de Montréal) dans la province de Québec au Canada et mort le 12 mars 2025 à Québec) est un joueur canadien de hockey sur glace qui évolue au poste d'attaquant.

## Carrière
Après avoir joué en Midget AAA avec les Gouverneurs de Sainte-Foy, il est repêché en 1980 par les Draveurs de Trois-Rivières dans la Ligue de hockey junior majeur du Québec. Lors de sa première saison à Trois-Rivières, en 1980-1981, il remporte le Trophée Michel-Bergeron, remis à la meilleure recrue du circuit ainsi que le trophée Frank-J.-Selke remis au joueur le plus gentilhomme. Durant la saison 1981-1982, il remporte le trophée Jean-Béliveau du meilleur pointeur et pour une deuxième saison consécutive le trophée Frank-J.-Selke. Il termine sa carrière junior avec une récolte de 462 points en 200 rencontres.
En 1982, il participe au repêchage d'entrée dans la Ligue nationale de hockey et est choisi par les Sabres de Buffalo au 8e tour, au 163e rang.
Il joue quelques matchs dans la Ligue nationale de hockey avec les Sabres mais passe le plus clair de son début de carrière dans la Ligue américaine de hockey avec les Americans de Rochester. Pour la saison 1983-1984, il remporte le trophée Dudley (Red) Garrett, qui récompense la meilleure recrue du circuit. En 1987, il remporte avec son équipe la Coupe Calder au terme des séries éliminatoires de la LAH.
Il décide alors de quitter l'Amérique du Nord et rejoint l'Europe, où il évolue notamment dans le championnat de France au sein des Dragons de Rouen dont il est le capitaine dans la première moitié des années 1990. Avec les Dragons, il gagne à quatre reprises la Coupe Magnus. Il rejoint ensuite la Suisse et le Lausanne HC, avec lequel Claude Verret obtient une promotion en LNA en 1995. Il reste en Suisse jusqu'à la fin de sa carrière en 2000.
Il est élu au temple de la renommée de la LHJMQ en 2005. Il est aussi été nommé 33e meilleur joueur de l'histoire de la ligue.
Claude Verret meurt à la Maison Michel-Sarrazin à Québec le 12 mars 2025 des suites d'une maladie à l'âge de 61 ans,,,,,.

## Statistiques
| Saison    | Équipe                     | Ligue           |    | Saison régulière | Saison régulière | Saison régulière | Saison régulière | Saison régulière |    | Séries éliminatoires | Séries éliminatoires | Séries éliminatoires | Séries éliminatoires | Séries éliminatoires |
| Saison    | Équipe                     | Ligue           | PJ | B                | A                | Pts              | Pun              | PJ               | B  | A                    | Pts                  | Pun                  |                      |                      |
| 1980-1981 | Draveurs de Trois-Rivières | LHJMQ           | 68 | 39               | 73               | 112              | 4                |                  |    |                      |                      |                      |                      |                      |
| 1981-1982 | Draveurs de Trois-Rivières | LHJMQ           | 64 | 54               | 108              | 162              | 14               | 23               | 13 | 35                   | 48                   | 4                    |                      |                      |
| 1982-1983 | Draveurs de Trois-Rivières | LHJMQ           | 68 | 73               | 115              | 188              | 21               | 4                | 3  | 6                    | 9                    | 4                    |                      |                      |
| 1983-1984 | Americans de Rochester     | LAH             | 65 | 39               | 51               | 90               | 4                | 18               | 5  | 9                    | 14                   | 4                    |                      |                      |
| 1983-1984 | Sabres de Buffalo          | LNH             | 11 | 2                | 5                | 7                | 2                |                  |    |                      |                      |                      |                      |                      |
| 1984-1985 | Americans de Rochester     | LAH             | 76 | 40               | 53               | 93               | 12               | 5                | 2  | 5                    | 7                    | 0                    |                      |                      |
| 1984-1985 | Sabres de Buffalo          | LNH             | 3  | 0                | 0                | 0                | 0                |                  |    |                      |                      |                      |                      |                      |
| 1985-1986 | Americans de Rochester     | LAH             | 52 | 19               | 32               | 51               | 14               |                  |    |                      |                      |                      |                      |                      |
| 1986-1987 | Americans de Rochester     | LAH             | 36 | 13               | 12               | 25               | 2                | 8                | 3  | 3                    | 6                    | 0                    |                      |                      |
| 1986-1987 | EHC Kloten                 | LNA             | 1  | 2                | 1                | 3                | 0                | 4                | 1  | 0                    | 1                    | 2                    |                      |                      |
| 1989-1990 | Rouen HE                   | Nationale 1A    | 31 | 31               | 36               | 67               | 4                |                  |    |                      |                      |                      |                      |                      |
| 1990-1991 | Rouen HE                   | Ligue Nationale | 28 | 19               | 37               | 56               | 4                | 9                | 7  | 14                   | 21                   | 0                    |                      |                      |
| 1991-1992 | Rouen HE                   | Ligue Nationale | 26 | 18               | 30               | 48               | 10               |                  |    |                      |                      |                      |                      |                      |
| 1992-1993 | Rouen HE                   | Nationale 1     | 31 | 40               | 43               | 83               | 6                |                  |    |                      |                      |                      |                      |                      |
| 1993-1994 | Rouen HE                   | Nationale 1     | 8  | 4                | 17               | 21               | 12               | 4                | 2  | 6                    | 8                    | 0                    |                      |                      |
| 1993-1994 | Lausanne HC                | LNB             | 19 | 18               | 20               | 38               | 6                | 13               | 11 | 10                   | 21                   | 4                    |                      |                      |
| 1994-1995 | Lausanne HC                | LNB             | 36 | 44               | 45               | 89               | 6                | 11               | 10 | 20                   | 30                   | 6                    |                      |                      |
| 1995-1996 | Lausanne HC                | LNA             | 19 | 10               | 8                | 18               | 2                | 7                | 2  | 5                    | 7                    | 20                   |                      |                      |
| 1996-1997 | Genève-Servette HC         | LNB             | 42 | 31               | 45               | 76               | 6                | 5                | 3  | 5                    | 8                    | 0                    |                      |                      |
| 1997-1998 | Genève-Servette HC         | LNB             | 40 | 23               | 46               | 69               | 16               | 4                | 3  | 12                   | 15                   | 0                    |                      |                      |
| 1998-1999 | Lausanne HC                | LNB             | 23 | 13               | 24               | 37               | 12               | 1                | 0  | 2                    | 2                    | 0                    |                      |                      |
| 1999-2000 | Lausanne HC                | LNB             | 32 | 17               | 29               | 46               | 8                | 3                | 0  | 2                    | 2                    | 0                    |                      |                      |
| 1999-2000 | HC Ambrì-Piotta            | LNA             | 3  | 3                | 2                | 5                | 0                | 3                | 1  | 2                    | 3                    | 0                    |                      |                      |

### Récompenses
- Ligue de hockey junior majeur du Québec
  - Trophée Michel-Bergeron en 1981 ;
  - Deux trophées Frank-J.-Selke en 1981 et 1982 ;
  - Trophée Jean-Béliveau en 1982 ;
  - Élu au temple de la renommée en 2005.
- Ligue américaine de hockey
  - Trophée Dudley-« Red »-Garrett en 1984 ;
  - Coupe Calder en 1987.
- Championnat de France
  - Quatre coupes Magnus en 1990, 1992, 1993 et 1994
  - Trophée Charles-Ramsay du meilleur pointeur de la ligue en 1993 avec 83 points.
  - Cinq trophées Raymond-Dewas consécutifs entre 1989 et 1993 en tant que joueur le plus fair-play de la saison.